# Saeffeler Bach
Der Saeffeler Bach, auch Saeffelbach, ist ein rechtes Nebengewässer des zum Flusssystem der Maas zählenden Rodebaches. Der Bach durchfließt den nordrhein-westfälischen Kreis Heinsberg.

## Verlauf
Der Saeffeler Bach fließt in Ost-West-Richtung und hat sein Bachbett, ebenso wie der Rodebach, in einer Terrassenebene der Geilenkirchener Lehmplatte, die nach Norden leicht abfällt. Der Bachbeginn ist an der Kläranlage in Birgden. Der weitere Verlauf führt vorbei an Schierwaldenrath, Langbroich und Harzelt, entlang an Brüxgen, Breberen und Broichhoven. Dann verläuft der Bach vorbei an den zur Gemeinde Selfkant gehörenden Orten Saeffelen, Heilder, Höngen, Stein, Lind, Havert bis nach Isenbruch. In Havert ist eine Pegelmessstelle installiert. Kurz vor der Isenbrucher Mühle mündet der Saeffeler Bach rechtsseitig in den Rodebach. Das Einzugsgebiet des Saeffeler Bachs beträgt 47,479 km² bei einer Länge von 12,747 km.

## Naturschutzgebiet
Seit 1989 sind insgesamt vier Flächen entlang des Saeffeler Bachs als Naturschutzgebiet Hoengener und Saeffeler Bruch (HS-011) ausgewiesen. Das Gebiet ist gekennzeichnet durch feuchte Bruchwälder mit Erlen, Weiden und Pappeln und weist ein ausgeprägtes Vögel- und Amphibienvorkommen auf. Im Zentrum der Naturschutzarbeit stehen die Bemühungen, die seltenen Feuchtlebensräume dauerhaft zu erhalten. Die Gesamtfläche der Schutzzonen beträgt 65,82 ha.

## Instandhaltung
Die Pflege und Instandhaltung des Saeffeler Bach obliegt den jeweiligen Gemeinden Gangelt und Selfkant.

## Geschichte
Der Saeffeler Bach ist ein seit Jahrhunderten bestehender Bachlauf, dessen Quelle sich im Ursprung in Langbroich an der heutigen Quellstrasse findet. Zusammen mit dem Rodebach bilden beide die Lebensadern des Selfkant, der vom Saeffeler Bach auch seinen Namen hat. Die Besiedlung des Bachtals ist durch Bodenfunde, Reihengräber und der Holzpfostenkirche in Breberen zum 8./9. Jahrhundert archäologisch nachgewiesen. So geht man davon aus, dass die ersten Siedlungen aus der fränkischen Zeit stammen.

## Galerie

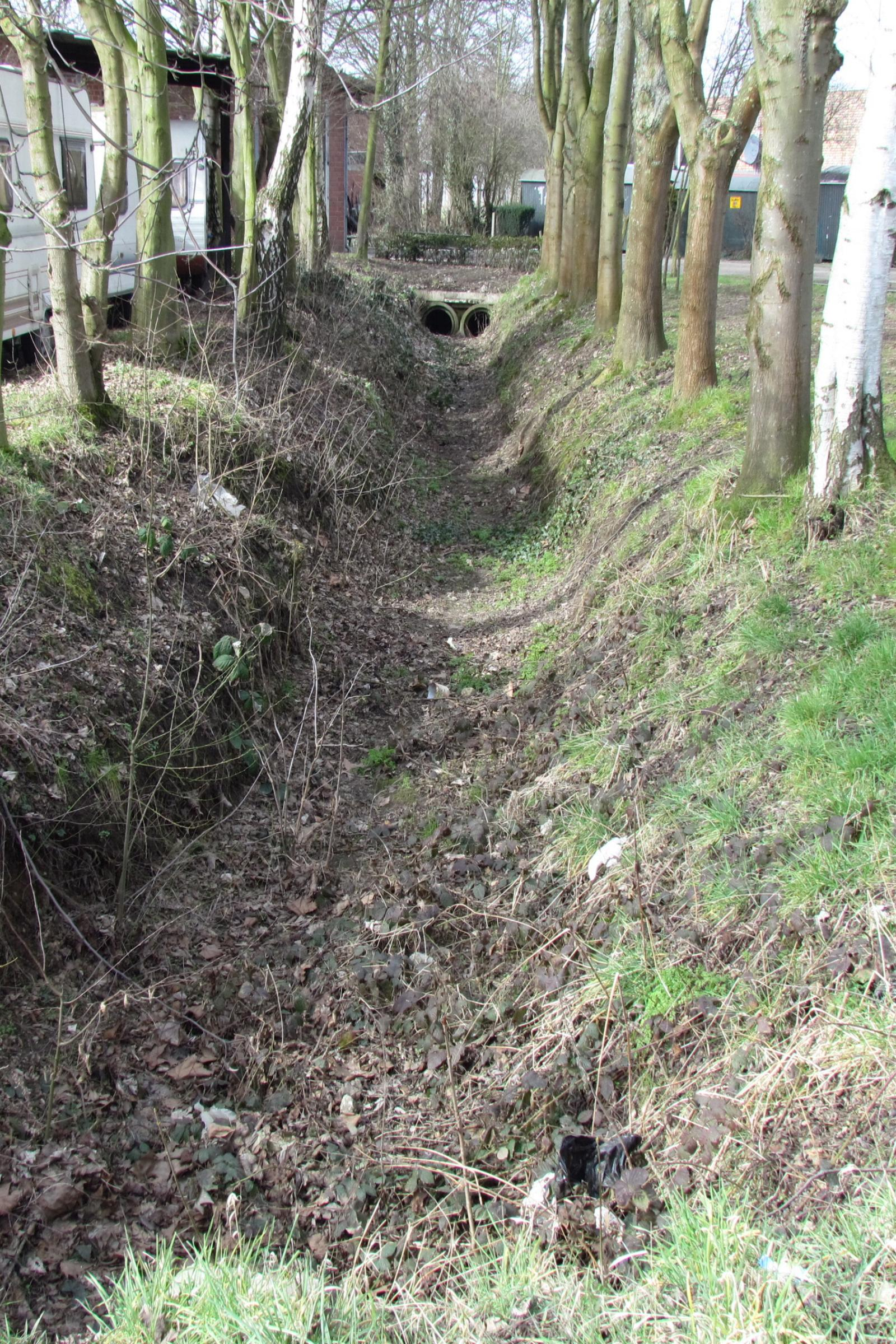
Saeffeler Bach am Bahnhof in Schierwaldenrath
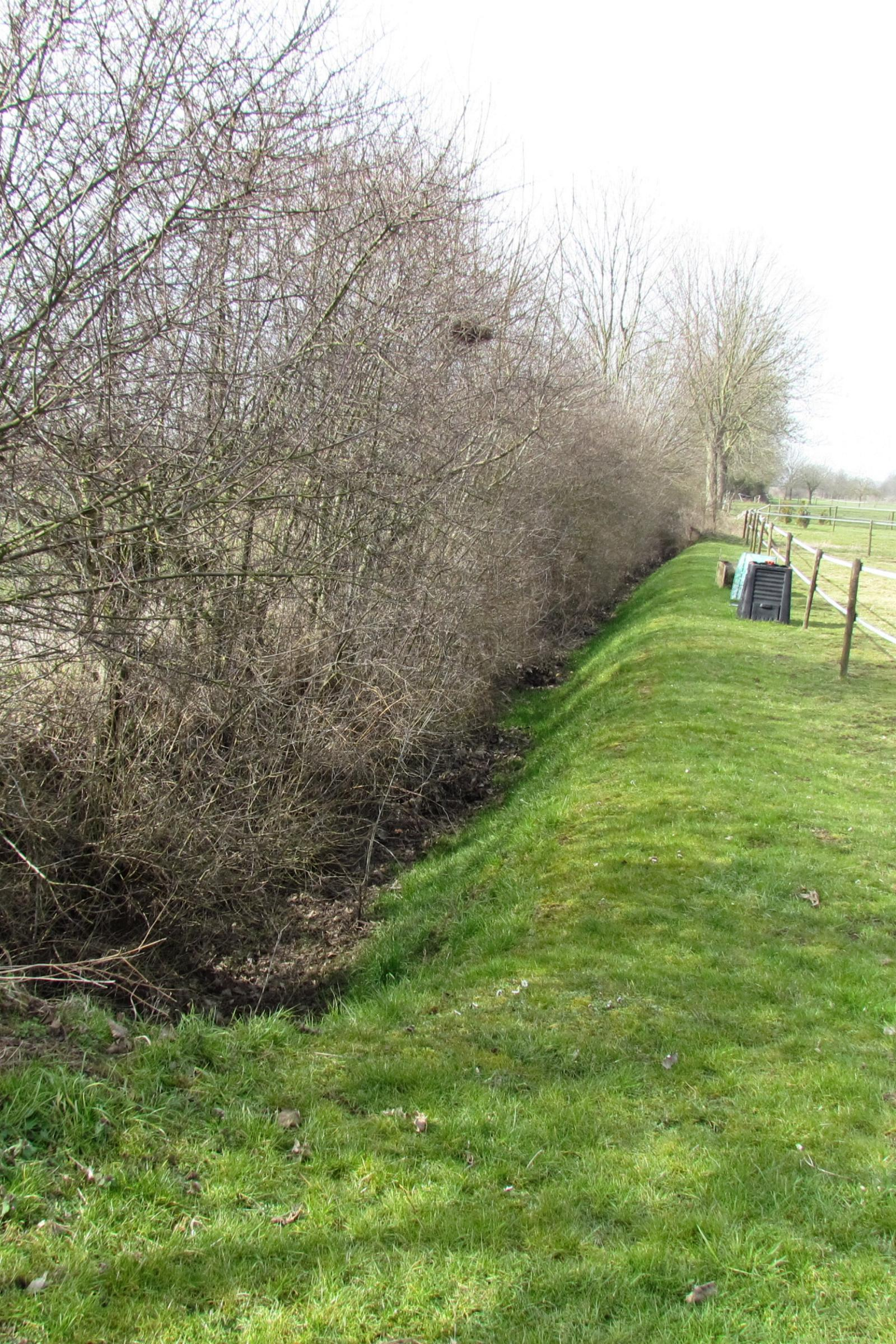
Bachverlauf in Richtung Langbroich
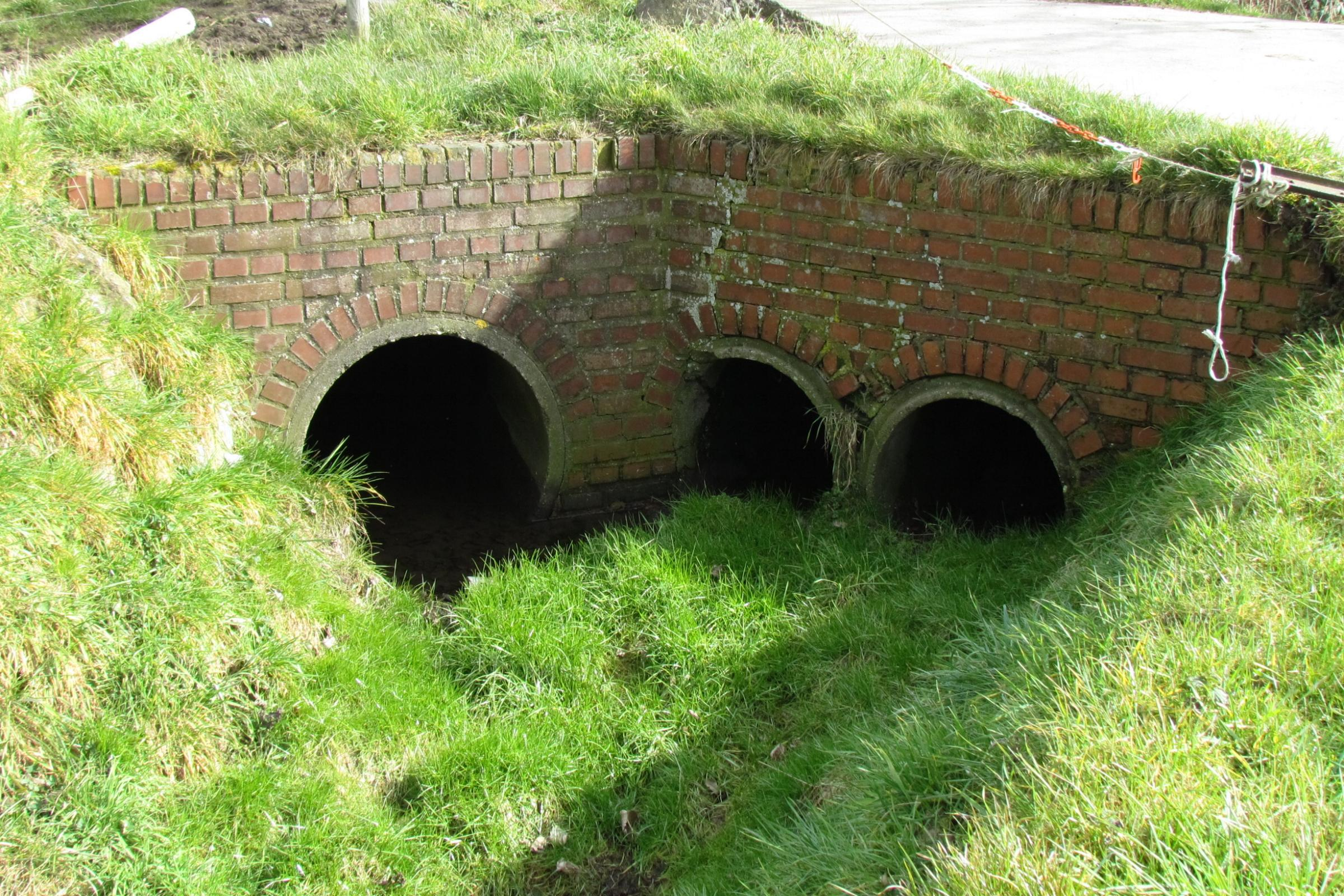
Zusammenfluss mehrerer Wasserläufe in Schierwaldenrath
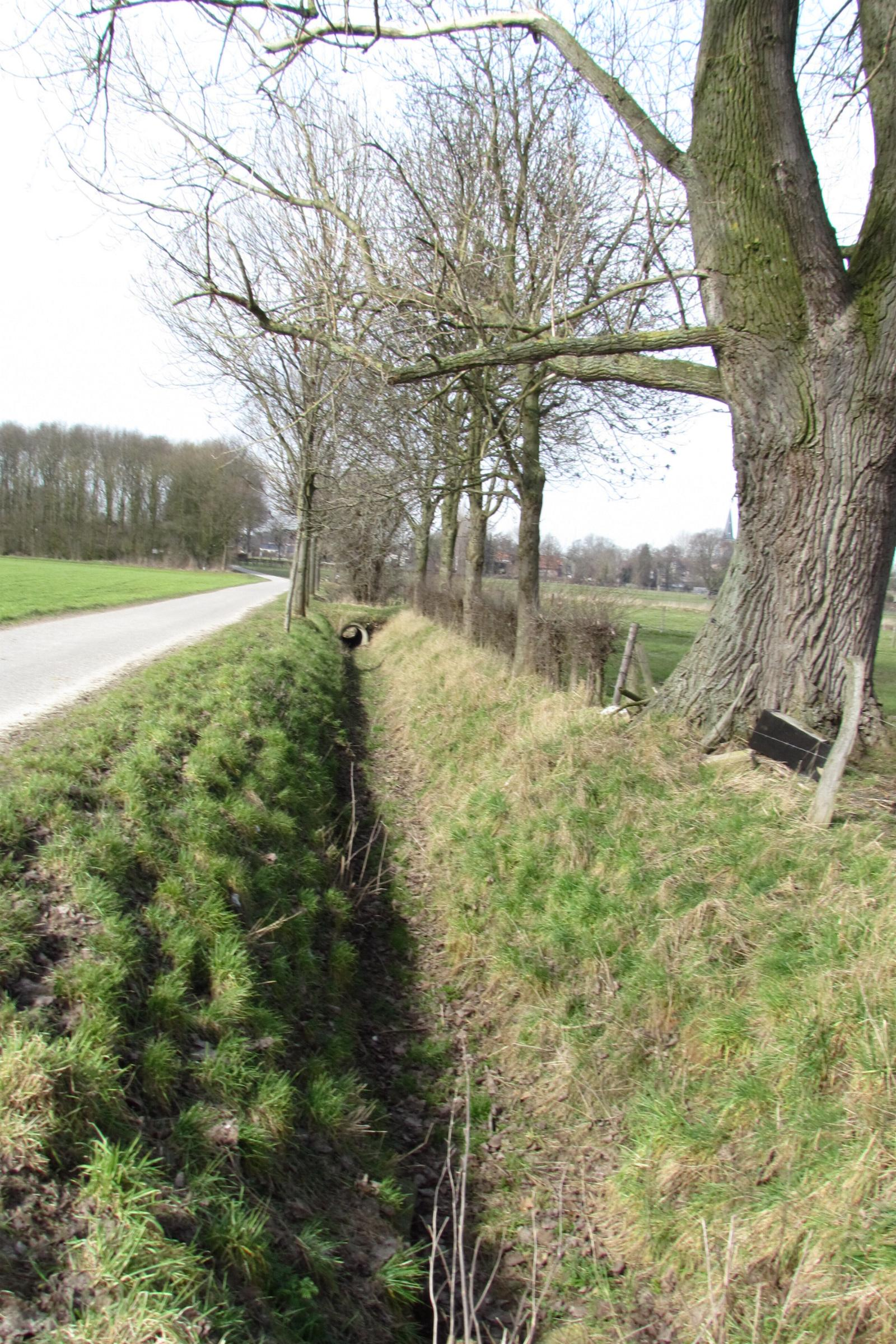
Bachverlauf in Richtung Breberen
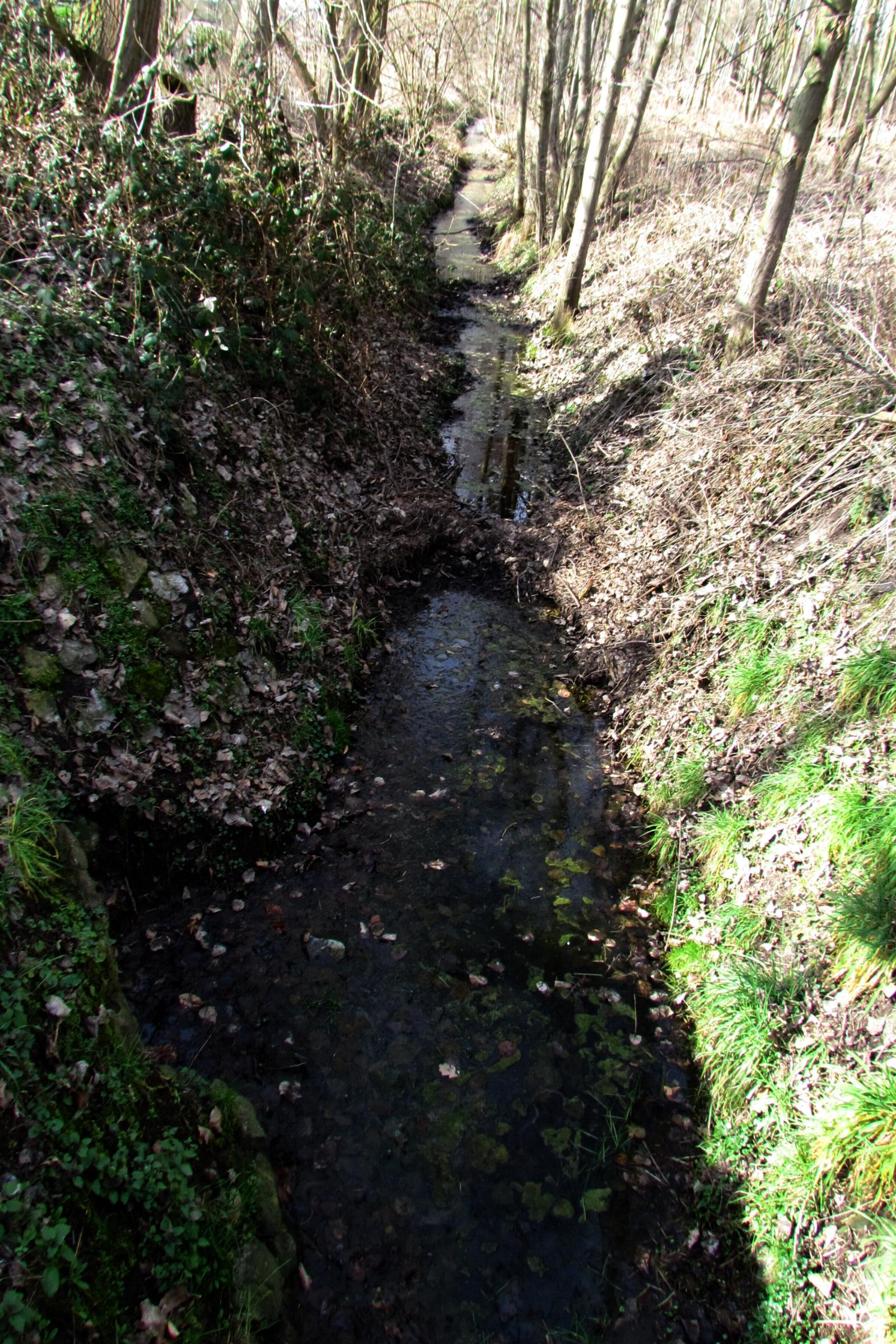
Bachverlauf in Brüxgen
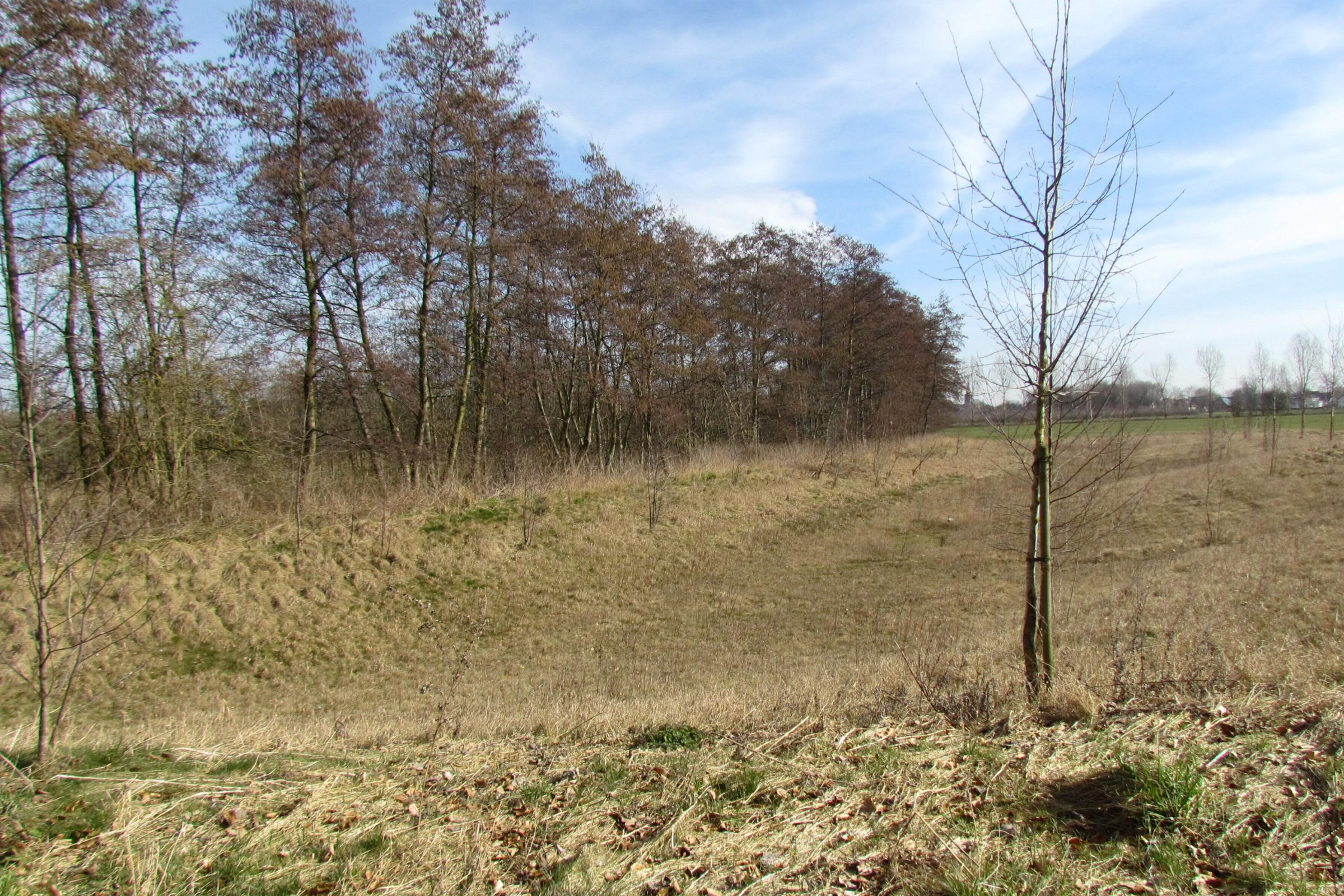
Feuchtgebiet bei Brüxgen
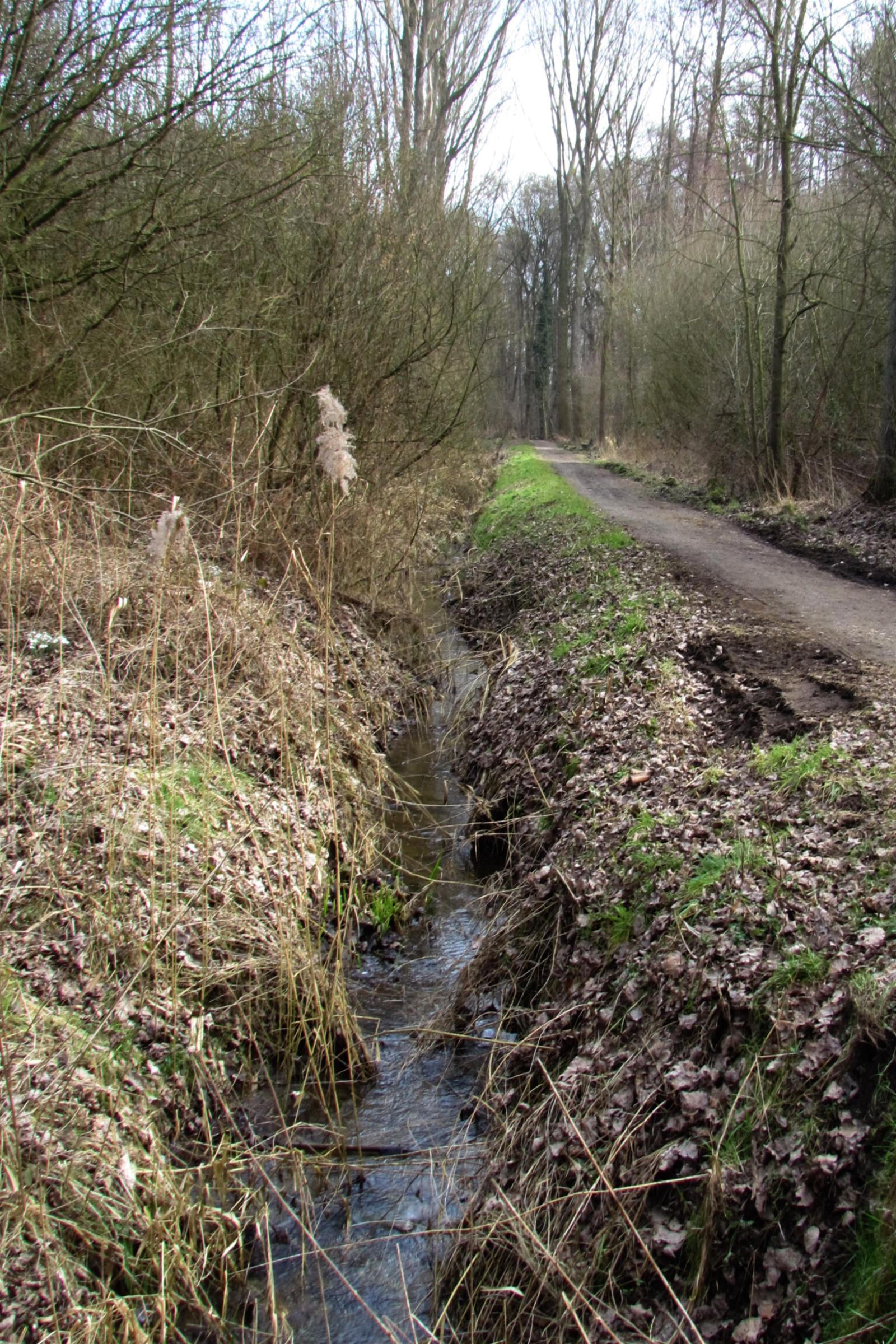
Bachführung zwischen Broichhoven und Saeffelen
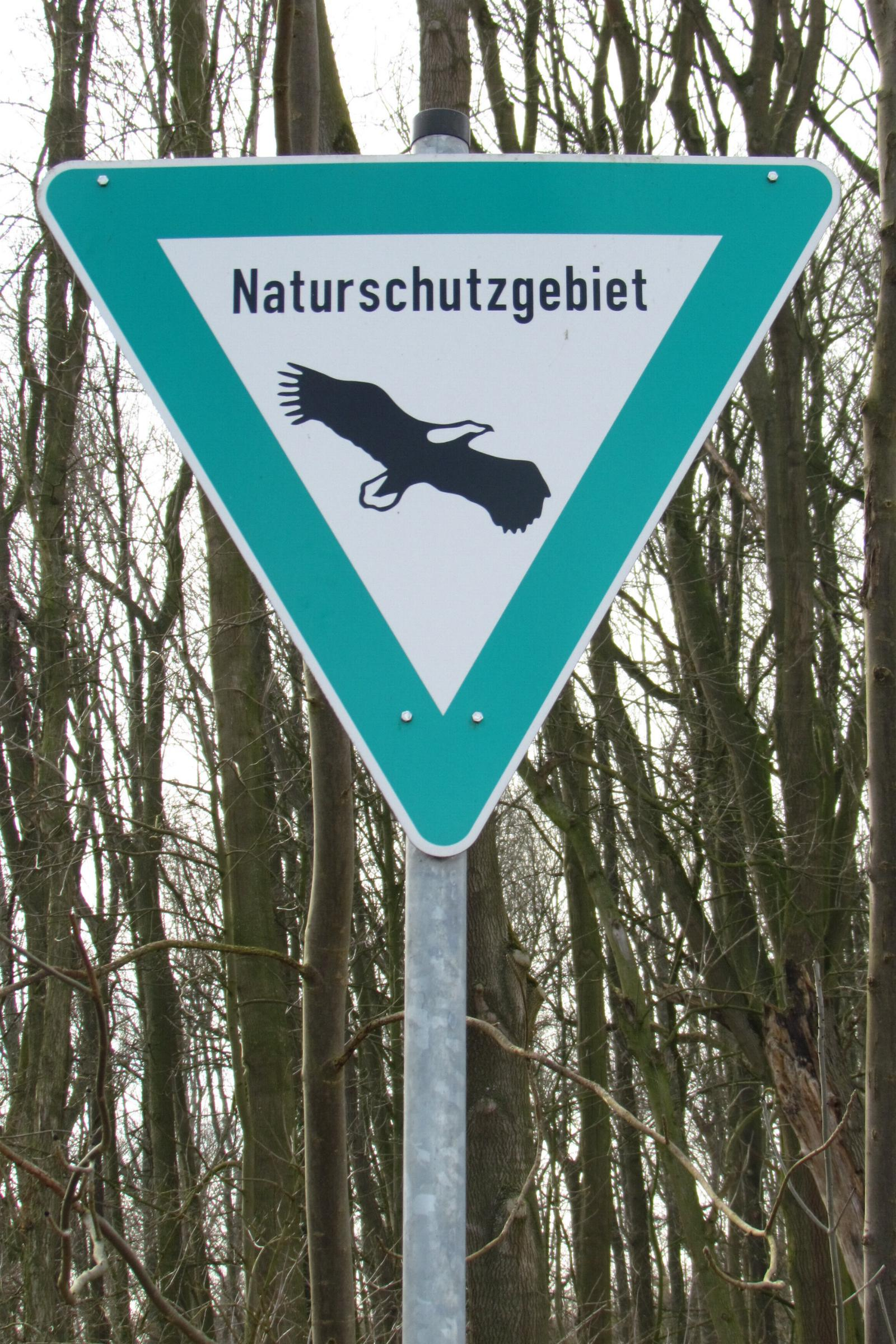
Hinweisschild zum Naturschutzgebiet